# Curtis Island (Biscoe-Inseln)
Curtis Island ist eine 1,5 km lange Insel im Archipel der Biscoe-Inseln vor der Graham-Küste des Grahamlands auf der Antarktischen Halbinsel. Sie liegt 3 km nordöstlich von Jagged Island.
Die Insel ist erstmals auf einer argentinischen Landkarte aus dem Jahr 1957 verzeichnet. Das UK Antarctic Place-Names Committee benannte sie am 7. Juli 1959 nach Robin Curtis, Geologe des Falkland Islands Dependencies Survey am Prospect Point im Jahr 1957, der zudem von 1957 bis 1958 die Arbeiten des hydrographischen Vermessungsteams der Royal Navy in diesem Gebiet unterstützt hatte. Argentinische Wissenschaftler fassten 1978 diese und eine weitere kleinere Insel im Westen als Islotes Halcón zusammen. Der Namensgeber dieser Inselgruppe ist die Korvette Halcón aus der Flotte des Admirals William Brown im Jahr 1814.